# Гаврилюк, Александр Николаевич
Алекса́ндр Никола́евич Гаврилю́к (род. 19 августа 1984, Харьков) — украинский и австралийский пианист. Проживает в Австралии.
Учился в Харькове у Виктора Макарова, в 1998 году вслед за ним переехал в Австралию и продолжил образование в Австралийском институте музыки.
Гаврилюк — победитель Международного конкурса молодых пианистов памяти Владимира Горовица (1999), Международного конкурса пианистов в Хамамацу (2000), Международного конкурса пианистов имени Артура Рубинштейна (2005).
Записал пять концертов Сергея Прокофьева с Сиднейским симфоническим оркестром под управлением Владимира Ашкенази. Выступал с Юрием Симоновым, Михаилом Плетнёвым, Владимиром Спиваковым и другими дирижёрами.
В 2004 году участвовал в обвинении своего учителя Макарова в сексуальных домогательствах; Макаров был осуждён на длительный тюремный срок, однако при пересмотре дела оправдан судом присяжных. В связи с одним из московских концертов Гаврилюка ряд музыкантов заявил о необходимости бойкотировать его выступления.